# جان سرتیز
جان سرتیز (انگلیسی: John Surtees؛ زادهٔ ۱۱ فوریهٔ ۱۹۳۴ در تتسفیلد، ساری، درگذشتهٔ ۱۰ مارس ۲۰۱۷ در بیمارستان سنت جورج، توتینگ، لندن) رانندهٔ مسابقات اتومبیل‌رانی اهل بریتانیا بود که از فصل ۱۹۶۰ تا ۱۹۷۲ در مجموع در ۱۱۳ گراند پری از مسابقات جهانی فرمول یک شرکت کرد و در فصل ۱۹۶۴ به مقام قهرمانی جهان دست یافت.
او در طول دوران فعالیت خود در فرمول یک ۸ بار مسابقه را از پول پوزیشن آغاز کرد و در ۱۱ مسابقه موفق شد سریع‌ترین زمان طی یک دور پیست را به نام خود ثبت کند. او در این مسابقات ۲۴ بار بر روی سکو رفت، مجموعاً ۶ بار به پیروزی دست یافت و ۱۸۰ امتیاز را نیز به نام خود به‌ثبت رساند.
سرتیز در ۱۰ مارس ۲۰۱۷ بر اثر نارسایی تنفسی در بیمارستان سنت جورج، توتینگ، لندن درگذشت.